# 連邦準備制度
連邦準備制度（れんぽうじゅんびせいど、英語: Federal Reserve System, FRS,Fed）は、アメリカ合衆国の中央銀行制度である。ワシントンD.C.にある連邦準備制度理事会（Federal Reserve Board, FRB）が、全国の主要都市に散在する連邦準備銀行（Federal Reserve Bank, FRB）を統括する。連邦準備制度理事会は連邦議会の下にある政府機関であるが、予算の割当や人事の干渉を受けない。各連邦準備銀行は株式を発行する法人（body corporate）である。

## 連邦準備銀行の株主
連邦準備制度理事会は政府機関であるが、各連邦準備銀行は株式を発行する法人である。ただし、合衆国政府は連邦準備銀行の株式を所有しておらず、各連邦準備銀行によって管轄される個別金融機関が出資（＝株式の所有）義務を負っている。また、個人や非金融機関の法人は連邦準備銀行の株式を所有できない。
個別金融機関による出資額は金融機関の資本規模に比例するが、連邦準備銀行理事を選出する際の投票権は出資規模に関わらず一票ずつであるため、大手銀行が主導権を握るといったことはできない。
連邦準備法により、連邦準備銀行の株主が連邦準備制度に及ぼす影響力はきわめて小さいものに限定されている。連邦準備法における連邦準備銀行の株主の位置づけは、9人の連邦準備銀行理事のうち6人を選定するにすぎない（他の3人は連邦準備制度理事会が指名）。また、連邦準備銀行理事の権限は理事長の選出のみであり、その理事長の権限も以下のものに限られている。
- 連邦公開市場委員会（FOMC）委員12人中5人の選出[5]
- 連邦準備制度理事会への提言[6]

連邦準備制度は大統領の指名と議会の承認による連邦準備制度理事会の主導により運営されている。ただし、連邦準備制度理事会が政府機関であるのに対し、連邦準備銀行が民間企業の形式を採っているのは事実である。とはいえ完全な民間企業とも言えず、両者を折衷した性格を持っている。

## 主要業務

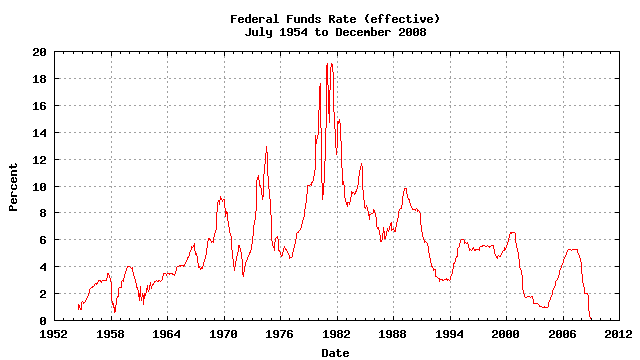
フェデラル・ファンド金利の推移（1954年～2005年）

中央銀行としての一般的な業務は次のようなもの。
- 市中銀行の監督と規制
- 金融政策の実施
- 財務省証券などの売買による公開市場操作

以下は新しい知見となりうるもの。
- 支払制度の維持とFedwireの運営[注釈 2]。
- en:Automated Clearing House[注釈 3]の規制。設立者のen:NACHA[注釈 4]と共に行っている。

実際、支払制度が十分に維持されているとは言いがたい。2016年2月にバングラデシュ銀行が不正送金で損害を受けた事件をめぐり、バングラデシュ警察が捜査したところ、FRBはファイアウォールを有効にせずに10ドルの中古ルーターで国際銀行間通信協会に接続していたことが分かった。他にもずさんな実態の中央銀行があるものと世界銀行関係者が見ている。
金融政策の独立性については発足当時政府の影響を強く受けたとされる。この点、ミルトン・フリードマンなどが、「世界恐慌にまで発展した1920年代のアメリカの金融バブル崩壊に際して、連邦準備制度が明白な不作為によって事態を深刻化させた」と指摘する。この考え方は今ではベン・バーナンキ（第14代議長）をはじめとする経済学者に広く受け入れられている。戦後、ブレトンウッズ体制がスタートし、FRBと財務省が協定を締結し、金融政策の独自性を持つようになったとされる。

## 組織

### 連邦準備制度理事会
連邦準備制度理事会 (Federal Reserve Board of Governors) は連邦準備制度の統括機関。中央銀行に相当。14年任期の理事7人によって構成され、理事の中から議長・副議長が4年の任期で任命される。議長・副議長・理事は大統領が上院の助言と同意に基づいて任命する。
金融政策の策定と実施を任務としており、また連邦準備制度の活動の最終責任を負う。
大統領に対して、政府機関中最も強い独立性を有する一方で、世界経済に対する影響力は絶大であるため、FRB議長は「アメリカ合衆国において大統領に次ぐ権力者」と多くの人々に考えられている。
現在の理事会メンバーは以下の通りである。定員は7人。
| 役職   | 肖像                                      | 氏名                       | 政党   | 指名した大統領                                     | 就任年月日                                   | 任期満了 予定年月日   | 前職                         |
| ------ | ----------------------------------------- | -------------------------- | ------ | -------------------------------------------------- | -------------------------------------------- | --------------------- | ---------------------------- |
| 議長   |                                           | ジェローム・パウエル       | 共和党 | バラク・オバマ ドナルド・トランプ ジョー・バイデン | 2018年2月5日 (議長) 2022年5月23日 (議長再任) | 2026年5月15日(議長)   | 超党派政策センター客員研究員 |
| 議長   | 2012年3月25日 (理事) 2014年6月16日 (再任) | ジェローム・パウエル       | 共和党 | バラク・オバマ ドナルド・トランプ ジョー・バイデン | 2028年1月31日 (理事)                         |                       | 超党派政策センター客員研究員 |
| 副議長 |                                           | フィリップ・ジェファーソン | 民主党 | ジョー・バイデン                                   | 2023年9月13日 (副議長)                       | 2027年9月7日 (副議長) |                              |
| 副議長 | 2022年5月23日 (理事)                      | フィリップ・ジェファーソン | 民主党 | ジョー・バイデン                                   | 2036年1月31日 (理事)                         |                       |                              |
| 理事   |                                           | ミシェル・ボウマン         | 共和党 | ドナルド・トランプ                                 | 2018年11月26日 2020年2月1日(再任)            | 2034年1月31日         | カンザス州銀行監督当局職員   |
| 理事   |                                           | クリストファー・ウォーラー | 共和党 | ドナルド・トランプ                                 | 2020年12月18日                               | 2030年1月31日         |                              |
| 理事   |                                           | リサ・クック               | 民主党 | ジョー・バイデン                                   | 2022年5月23日2024年2月1日(再任)              | 2038年1月31日         |                              |
| 理事   |                                           | マイケル・バー             | 民主党 | ジョー・バイデン                                   | 2022年7月19日 (理事)                         | 2032年1月31日 (理事)  |                              |
| 理事   |                                           | アドリアナ・クーグラー     | 民主党 | ジョー・バイデン                                   | 2023年9月13日                                | 2026年1月31日         |                              |

※この空席に任命された人個人の任期満了日。

### 連邦公開市場委員会
連邦公開市場委員会 (Federal Open Market Committee, FOMC) は、FRBが定期的に開く会合で、FRB理事7人と連邦準備銀行総裁5人（ニューヨーク連邦準備銀行総裁と、持ち回りで選ばれる他地区連銀の総裁4人。それ以外の地区連銀総裁も議論には参加するが議決権はない）で構成されるアメリカの金融政策決定機関である。議長はFRB議長、副議長はニューヨーク連邦準備銀行総裁が担当する。
FOMC定期的会合は年間8回開かれ、フェデラル・ファンド金利の誘導目標、及び公定歩合が決定されるが、市場の急変などでは臨時会議が開かれ、暫定的に公定歩合などが決定される（例：2000年末の株価大暴落時や、エンロンショック、2007年8月17日の0.5パーセント引き下げ等）。

### 連邦準備銀行

連邦準備銀行の12の連邦準備区割。■は本部所在地、☆はFRS。

連邦準備銀行 (Federal Reserve Banks) は市中銀行の監督と規制など、公開市場操作以外の連邦準備制度の業務を行い、また連邦準備券（ドル紙幣）の発行を行う。連邦銀行（連銀）と呼ばれることもある。以下の12連邦準備区に分割されている。このうち第2連邦準備区のニューヨーク連邦準備銀行が全体の要となる。
| 地区           | 銀行                         | 本部所在地                       |
| -------------- | ---------------------------- | -------------------------------- |
| 第1連邦準備区  | ボストン連邦準備銀行         | マサチューセッツ州ボストン       |
| 第2連邦準備区  | ニューヨーク連邦準備銀行     | ニューヨーク州ニューヨーク       |
| 第3連邦準備区  | フィラデルフィア連邦準備銀行 | ペンシルベニア州フィラデルフィア |
| 第4連邦準備区  | クリーブランド連邦準備銀行   | オハイオ州クリーブランド         |
| 第5連邦準備区  | リッチモンド連邦準備銀行     | バージニア州リッチモンド         |
| 第6連邦準備区  | アトランタ連邦準備銀行       | ジョージア州アトランタ           |
| 第7連邦準備区  | シカゴ連邦準備銀行           | イリノイ州シカゴ                 |
| 第8連邦準備区  | セントルイス連邦準備銀行     | ミズーリ州セントルイス           |
| 第9連邦準備区  | ミネアポリス連邦準備銀行     | ミネソタ州ミネアポリス           |
| 第10連邦準備区 | カンザスシティ連邦準備銀行   | ミズーリ州カンザスシティ         |
| 第11連邦準備区 | ダラス連邦準備銀行           | テキサス州ダラス                 |
| 第12連邦準備区 | サンフランシスコ連邦準備銀行 | カリフォルニア州サンフランシスコ |

## 歴代議長
連邦準備制度理事会の長は「議長」（Chair of the Federal Reserve Board）と呼ばれる。
| 代 | 氏名                                                             | 氏名 | 期間                           | 大統領 |
| -- | ---------------------------------------------------------------- | ---- | ------------------------------ | --- |
| 1  | チャールズ・S・ハムリン Charles S. Hamlin                        |      | 1914年8月10日 - 1916年8月10日  | ウッドロウ・ウィルソン                                                                                          |
| 2  | ウィリアム・P・G・ハーディング William P. G. Harding             |      | 1916年8月10日 - 1922年8月9日   | ウッドロウ・ウィルソン ウォレン・ハーディング                                                                   |
| 3  | ダニエル・R・クリシンジャー Daniel R. Crissinger                 |      | 1923年5月1日 - 1927年9月15日   | ウォレン・ハーディング カルビン・クーリッジ                                                                     |
| 4  | ロイ・A・ヤング Roy A. Young                                     |      | 1927年10月4日 - 1930年8月31日  | カルビン・クーリッジ ハーバート・フーヴァー                                                                     |
| 5  | ユージン・メイヤー Eugene I. Meyer キャサリン・グラハムの父      |      | 1930年9月16日 - 1933年5月10日  | ハーバート・フーヴァー フランクリン・ルーズベルト                                                               |
| 6  | ユージン・R・ブラック Eugene R. Black                            |      | 1933年5月19日 - 1934年8月15日  | フランクリン・ルーズベルト                                                                                      |
| 7  | マリネア・S・エクルズ Marriner S. Eccles                         |      | 1934年11月15日 - 1948年1月31日 | フランクリン・ルーズベルト ハリー・S・トルーマン                                                                |
| 8  | トマス・B・マッカーベ Thomas B. McCabe                           |      | 1948年4月15日 - 1951年3月31日  | ハリー・S・トルーマン                                                                                           |
| 9  | ウィリアム・マチェスニー・マーティンJr. William McChesney Martin |      | 1951年4月2日 - 1970年1月31日   | ハリー・S・トルーマン ドワイト・D・アイゼンハワー ジョン・F・ケネディ リンドン・ジョンソン リチャード・ニクソン |
| 10 | アーサー・F・バーンズ Arthur F. Burns                            |      | 1970年2月1日 - 1978年1月31日   | リチャード・ニクソン ジェラルド・R・フォード ジミー・カーター                                                   |
| 11 | G・ウィリアム・ミラー G. William Miller                          |      | 1978年3月8日 - 1979年8月6日    | ジミー・カーター                                                                                                |
| 12 | ポール・A・ボルカー Paul A. Volcker                              |      | 1979年8月6日 - 1987年8月11日   | ジミー・カーター ロナルド・レーガン                                                                             |
| 13 | アラン・グリーンスパン Alan Greenspan                            |      | 1987年8月11日 - 2006年1月31日  | ロナルド・レーガン ジョージ・H・W・ブッシュ ビル・クリントン ジョージ・W・ブッシュ                              |
| 14 | ベン・S・バーナンキ Ben S. Bernanke                              |      | 2006年2月1日 - 2014年1月31日   | ジョージ・W・ブッシュ バラク・オバマ                                                                            |
| 15 | ジャネット・イエレン Janet Yellen                                |      | 2014年2月1日 - 2018年2月3日    | バラク・オバマ ドナルド・トランプ                                                                               |
| 16 | ジェローム・パウエル Jerome Powell                               |      | 2018年2月5日 - 現在            | ドナルド・トランプ ジョー・バイデン                                                                             |